# Međunarodna komisija za viteške redove
Međunarodna komisija za viteške redove (engl. International Commission for Orders of Chivalry; tali. Commissione internazionale permanente per lo studio degli ordini cavallereschi) je neprofitna organizacija sastavljena od znanstvenika koji se bave viteškim pitanjima i sustavima dodjele odlikovanja. Glavni cilj je utvrditi legitimnost viteških redova objavljivanjem Registra viteških redova. Predsjednik od 1999. godine je Pier Felice degli Uberti.
Komisija je osnovana kao odgovor na rastući broj samoproglašenih ili lažnih viteških redova. Razvila je niz načela za procjenu valjanosti viteških redova, utemeljenih na heraldici, pravnim i povijesnim izvorima. ICOC radi na razlikovanju legitimnih dinastičkih redova, onih koje su odobrile vladajuće ili bivše suverene obitelji, od redova ili organizacija koje ne ispunjavaju povijesne i pravne standarde.
ICOC također služi za educiranje javnosti i pravnih vlasti o autentičnosti redova, pomažući u sprječavanju dodjele ili prodaje lažnih časti. Njegove aktivnosti uključuju objavljivanje istraživanja i izvješća, organiziranje kolokvija te održavanje odnosa s međunarodnim akademskim i vladinim organizacijama. Komisija se vodi znanstvenicima i stručnjacima u području, a njezini članovi su podvrgnuti strogim standardima kako bi se očuvala nepristranost i akademska rigoroznost.

## Povijest
Na petom Međunarodnom kongresu genealoških i heraldičkih znanosti, koji se održao od 21. do 28. kolovoza 1960. godine u Stockholmu osnovana je Međunarodna komisija za viteške redove.

## Ustroj
Komisiju čine njeni članovi kojih ima najviše 75. Među članovima može biti izabrano do 10 specijalnih članova koji su savjetodavni dio Izvršnog odbora.

### Izvršni odbor
Komisijom upravlja četveročlani Izvršni odbor kojeg čine:
- Pier Felice degli Uberti, predsjednik i predsjedavajući Odborom
- Manuel Pardo de Vera y Díaz, potpredsjednik
- Marco Horak, zamjenik predsjedavajućeg
- Maria Loredana Pinotti, glavna tajnica

#### Dosadašnji predsjednici Komisije
Dosadašnji predsjednici Komisije bili su:
1. barun Alessandro Monti della Corte (1962. – 1970)
2. princ Ernst August od Lippea (1970. – 1990.)
3. Robert Gayre (1990. – 1996.)
4. Terence MacCarthy (1996. – 1999.)
5. Pier Felice degli Uberti (od 1999.)

### Pokrovitelji
Međunarodna komisija za viteške redove ima svoje pokrovitelje iz kraljevskih obitelji i eklezijastičkih redova.

#### Kraljevski pokrovitelji
Pokrovitelji Komisije iz kraljevskih obitelji su:
- Andreas Salvator Habsburški, nadvojvoda austrijski
- Walburga Habsburg Douglas, nadvojvotkinja austrijska
- Dom Duarte Pio, vojvoda od Bragançe
- Maria Vladimirovna Romanova, nadvojvotkinja ruska
- Sergej Karađorđević, princ jugoslavenski
- Leka Zogu, princ Albanaca
- József Carl Habsburški, nadvojvoda austrijski

Među pokroviteljima bili su i
- Philipp Albrecht, vojvoda Württemberški
- Otto Habsburški, nadvojvoda austrijski
- Joseph Árpád Habsburški, nadvojvoda austrijski

#### Eklezijastički pokrovitelji
Pokrovitelji Komisije iz eklezijastičkih redova su:
- Ignacije Josip III. Younan, primas Sirske katoličke Crkva, patrijarh Antiohije i svega Istoka Sirijskog
- Fouad Twal, umirovljeni patrijarh Latinskog patrijarhata Jeruzalema
- Bruno Platter, 65. veliki meštar Teutonskog reda

Među pokroviteljima bili su i
- Giuseppe Caprio, kardinal, bivši veliki meštar Reda Svetoga Groba u Jeruzalemu
- Alfons Stickler, kardinal, bivši arhivist Vatikanskih tajnih arhiva
- Pio Laghi, kardinal, bivši kardinal-patron Suverenog viteškog malteškog reda
- Andrea Cordero Lanza di Montezemolo, kardinal, bivši vanjski vikar Bazilike sv. Pavla izvan zidina

## Vanjske poveznice
- Službena stranica